# Eruzione di tipo hawaiano

Eruzione hawaiana: 1: Pennacchio di cenere, 2: Fontana di lava, 3: Cratere, 4: Lago di lava, 5: Fumarole, 6: Flusso di lava, 7 Strati di lava e cenere, 8: Strato, 9: Soglia, 10: Camino, 11: Camera magmatica, 12: Diga

Un'eruzione di tipo hawaiano è un tipo di eruzione vulcanica dove colate di lava fuoriescono dalla bocca in un tempo relativamente dolce, a basso livello di eruzione. È chiamata così perché è caratteristica dei vulcani hawaiani. Tipicamente sono eruzioni effusive, con magma basaltico di bassa viscosità, basso contenuto di gas, ed alta temperatura quando esce dal cratere.

## Caratteristiche
Viene prodotta una quantità molto piccola di cenere vulcanica. Questo tipo di eruzione si verifica più spesso su vulcani situati su punti caldi come il Kīlauea, anche se può verificarsi in prossimità di zone di subduzione (es. Medicine Lake Volcano in California, Stati Uniti) e in zone di rift. Un altro esempio di eruzione hawaiana è avvenuto sul Surtsey dal 1964 al 1967, quando la lava fusa scorreva dal cratere fino al mare.
Le eruzioni hawaiane possono verificarsi lungo fessure sul versante, come ad esempio durante l'eruzione del vulcano Mauna Loa nel 1950, o in una bocca centrale, come ad esempio durante l'eruzione del 1959 dal cratere Kīlauea Iki, la quale ha creato una fontana di lava di 580 metri di altezza e formato un cono di 38 metri di nome Puʻu Puaʻi. Nell'eruzione "di tipo fessura", la lava zampilla da una fessura sulla zona di rift del vulcano e alimenta i flussi di lava che scorrono verso il basso. In eruzioni dal cratere principale, una fontana di lava può fuoriuscire con una altezza fino 300 metri o più (altezze di 1600 metri sono state segnalate per l'eruzione del 1986 del Monte Mihara a Izu Ōshima, in Giappone).
Le eruzioni hawaiane di solito iniziano con la formazione di una crepa nel terreno da cui esce una cortina di magma incandescente o più fontane di magma ravvicinate. La lava può fuoriuscire dalla fessura e formare un flusso di lava di tipo AA  o "pāhoehoe". Quando una tale eruzione da un cono centrale si protrae, può formare vulcani: a scudo leggermente inclinati; un esempio è il Mauna Loa o lo Skjaldbreiður in Islanda.